# Лабунцов, Александр Николаевич
Александр Николаевич Лабунцов (25 сентября 1884 — 14 апреля 1963) — русский военный и советский учёный-минералог. Участник Русско-японской, Первой мировой и гражданской войн. Старший научный сотрудник Минералогического музея АН СССР, первооткрыватель минералов и месторождений в СССР.

## Биография
Родился 12 (24) сентября 1884 года в городе Владикавказ (Терская область, Российская империя), в семье полковника артиллерии Николая Александровича Лабунцова.

### Образование
В 1895—1901 годах учился в Московском кадетском корпусе.
В 1902—1904 годах учился в Константиновском артиллерийском училище в Санкт-Петербурге.
Был вольнослушателем в Саратовском университете.
В 1917—1919 годах учился в Уральском горном институте (УГИ), где окончил 3 курса.
В 1922—1924 годах доучивался на 4 и 5 курсах естественном отделении физико-математического факультета Петроградского университета, получил специальность минералогия.

### Служба в армии
Участник Русско-японской, Первой мировой Войны и гражданской. Был два раза ранен, контужен, отравлен газами. Дослужился до звания полковник артиллерии. Командовал 3-й батареей 16-го мортирного дивизиона 47-й артиллерийской бригады.
В армии Колчака командовал артиллерийском дивизионом 7-й Уральской дивизии, 1-й Сибирской стрелковой ударной бригадой, был начальником 1-й Сибирской ударной дивизии, командиром Екатеринбургской стрелковой дивизии. Попал в плен к большевикам в январе 1920 года под Красноярском, в результате пыток ему сломали 2 ребра (оба были впоследствии удалены), приговорен к расстрелу, но чудом выжил (ранение оказалось несмертельным), попал в тифозный барак, расстреливать второй раз его не стали, так как за него успел вступиться А.Е. Ферсман.

### Научная работа
В 1921—1922 годах заведовал музеем природы в городе Череповец.
С 1922 года — сотрудник Минералогического музея РАН в Петрограде/Ленинграде, а затем в Москве (Институт геохимии, минералогии и кристаллографии им. М. В. Ломоносова, Минералогический музей им. А. Е. Ферсмана АН CCCP).
С 1922 года участвовал в геологических экспедициях на Кольский полуостров, один из первооткрывателей Хибинских апатитовых месторождений (1923—1926).
В 1929-1933 —  заведующий геолого-разведочным трестом «Апатит», с 1933 г. — сотрудник Института геохимии, минералогии и кристаллографии им. М. В. Ломоносова (ЛИГЕМ), затем Минералогического музея АН СССР в Москве.
Изучал минералогию Хибин и Ловозера. Работал в Средней Азии, в Саянах, в Забайкалье и на Урале.
В 1937—1938 был уволен с работы в музее, был два года безработным, вновь восстановлен в Минералогический музей благодаря ходатайствам академика В. И. Вернадского.
Кандидат геолого-минералогических наук (22 декабря, 1935)
Автор научных трудов по минералогии Кольского полуострова, Карелии, Урала
Первооткрыватель апатитовых месторождений на Хибинах и урановой руды в СССР.
Открыл и описал новые минералы:
- 1928 — памирит
- 1929 — ферсманит[4].

### Последние годы жизни
В 1957 году вышел на пенсию, из-за гипертонии и после инфаркта.
Скончался 14 апреля 1963 года в Москве. Похоронен на Востряковском кладбище.

## Семья
- жена - Галина Алексеевна (Волкова), уроженка гор. Воронежа
- сын Юрий (Георгий) (1913 г.р.)
- жена — Костылёва-Лабунцова, Екатерина Евтихиевна (1894—1974) — минералог, в честь неё назван минерал костылевит[6].

## Награды и премии
- 1916 — Орден Святого Георгия IV степени[7].
- Орден Святой Анны II степени с мечами
- 1921 — Диплом I степени за научные изделия, на Первой Губернской сельскохозяйственной выставке.
- 1925 — Золотая медаль, Российское минералогическое общество.
- 1930 — Премия за открытие апатитовых месторождений, Ленинградское отделение ВСНХ.

## Членство в организациях
- Российское минералогическое общество.
- Комитет по химизации народного хозяйства Ленинградской области (c 1932), заместитель председателя сырьевой секции.
- Консультант государственного треста «Апатиты».

## Память
В честь А. Н. Лабунцова были названы:
- Улица Лабунцова — в городе Кировск (Мурманская область).
- Лабунцовит — новый минерал из щелочных пегматитов Кольского полуострова (описан в 1955 году).

## Публикации
- Лабунцов А. Н. Из полевых дневников. Хибины, 1923. Вост. Саян, 1926. Ильмены, 1948. — Среди минералов. М., 2001, с. 51-58.
- Лабунцов А. Н. Пегматиты Северной Карелии и их минералы. М. — Л., Изд-во АН СССР, 1939. — 260 с. (Пегматиты СССР, т. II).
- Лабунцов А. Н. Поездка в Афганистан в конце 1928 года. — Природа, 1929, № 4, 346—358.
- Лабунцов А. Н. Месторождения молибдена в Хибинских тундрах. Доклады Академии наук СССР, 1929, с. 455—457.
- Лабунцов А. Н. Ферсманит — новый минерал из Хибинских тундр. — Доклады Академии наук СССР, 1929, 12, с. 297—301.
- Лабунцов А. Н. Цеолиты Хибинских и Ловозерских тундр. — Тр. Минерал. музея АН СССР, 1927, т.2, с. 91-100.